# Venezillo canariensis
Venezillo canariensis är en kräftdjursart som först beskrevs av Dollfus 1893A.  Venezillo canariensis ingår i släktet Venezillo och familjen Armadillidae. Inga underarter finns listade i Catalogue of Life.